# Hans George von Zehmen
Hans George von Zehmen, auch Hans George oder Johann Georg von Zehmen, (* 9. August 1666 in Zeitz; † 19. Mai 1732 in Dresden) war königlich-polnischer und kurfürstlich-sächsischer Kammerrat, Bergrat, Geheimer Rat und Kammerpräsident.

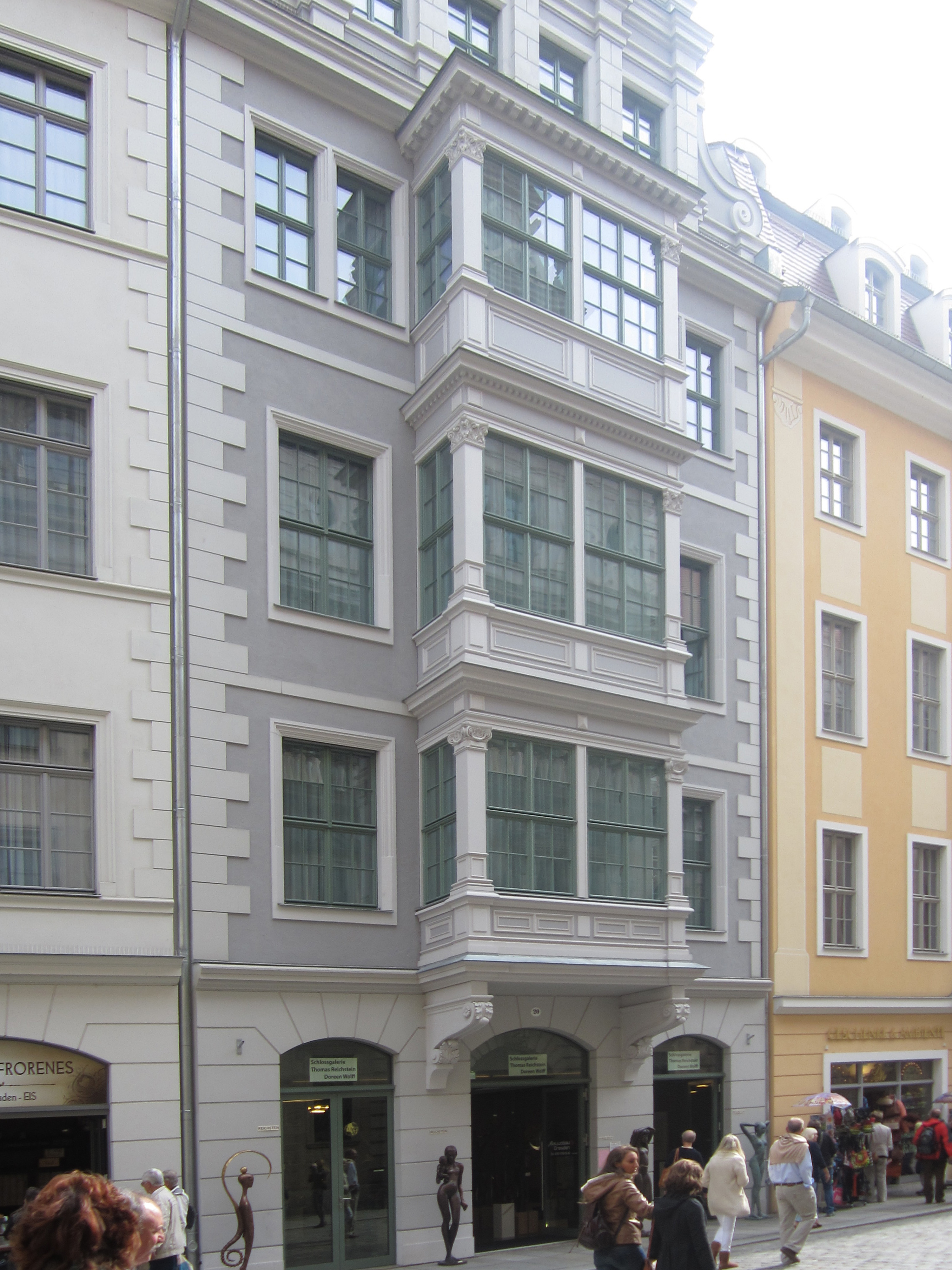
Rekonstruierte Fassade des Zehmschen Hauses in Dresden

## Leben und Wirken
1681 kam Hans George von Zehmen aufs Gymnasium nach Gera, 1682 nach Berga zum Magister Weiße, 1684 auf die Akademie in Jena, 1686 nach Altdorf, wo er studierte. Nach Studienabschluss unternahm er wie in damaliger Zeit üblich eine Kavalierstour und reiste durch Europa, z. B. 1689 nach Leyden, nach England, Brabant und Augsburg. Ferner besuchte er die italienischen Höfe (Venedig, Rom, Neapel), die Schweiz (Lausanne), um Französisch und Reiten zu lernen sowie sich generell weiterzubilden. Er wurde von Herzog Moritz Wilhelm als dessen Kammerjunker nach Zeitz berufen, nahm aber den Abschied und wurde in Dresden Kammerjunker. Am 29. September 1693 wurde Hans George Stallmeister der Kurfürstin-Witwe Anna Sophie von Dänemark und trat später in die Dienste des sächsischen Kurfürsten Friedrich August I. (August der Starke). Am 16. März 1696 wurde er Königlich-Polnischer und Kurfürstlich-Sächsischer Kammerrat bzw. 1698 Bergrat, 1711 Vize-Kammerpräsident, 1716 zum Geheimen Rat berufen und kurze Zeit danach Kammerpräsident. Verfasste verschiedene Instruktionen über den Straßenbau in Sachsen, zum Beispiel: „Instruction nach welcher bey Reparierung derer Straßen der Straßen-Meister zu achten“ mit 12 Paragraphen und ähnliche Instruktionen für den Rechnungsbeamten bei Reparierung der Straßen mit 7 Paragraphen vom 11. Februar 1723 zu Dresden.
Hans George von Zehmen war als schriftsässiger Rittergutsbesitzer von Lauterbach Abgeordneter bei den kursächsischen Landtagen von 1716 bis 1731. Er war jeweils Vertreter im Weiteren Ausschuss. Nach dem Tod wurden er (1732) und seine Frau (1743) in den Gruftkammern der Unterkirche der Frauenkirche beigesetzt.

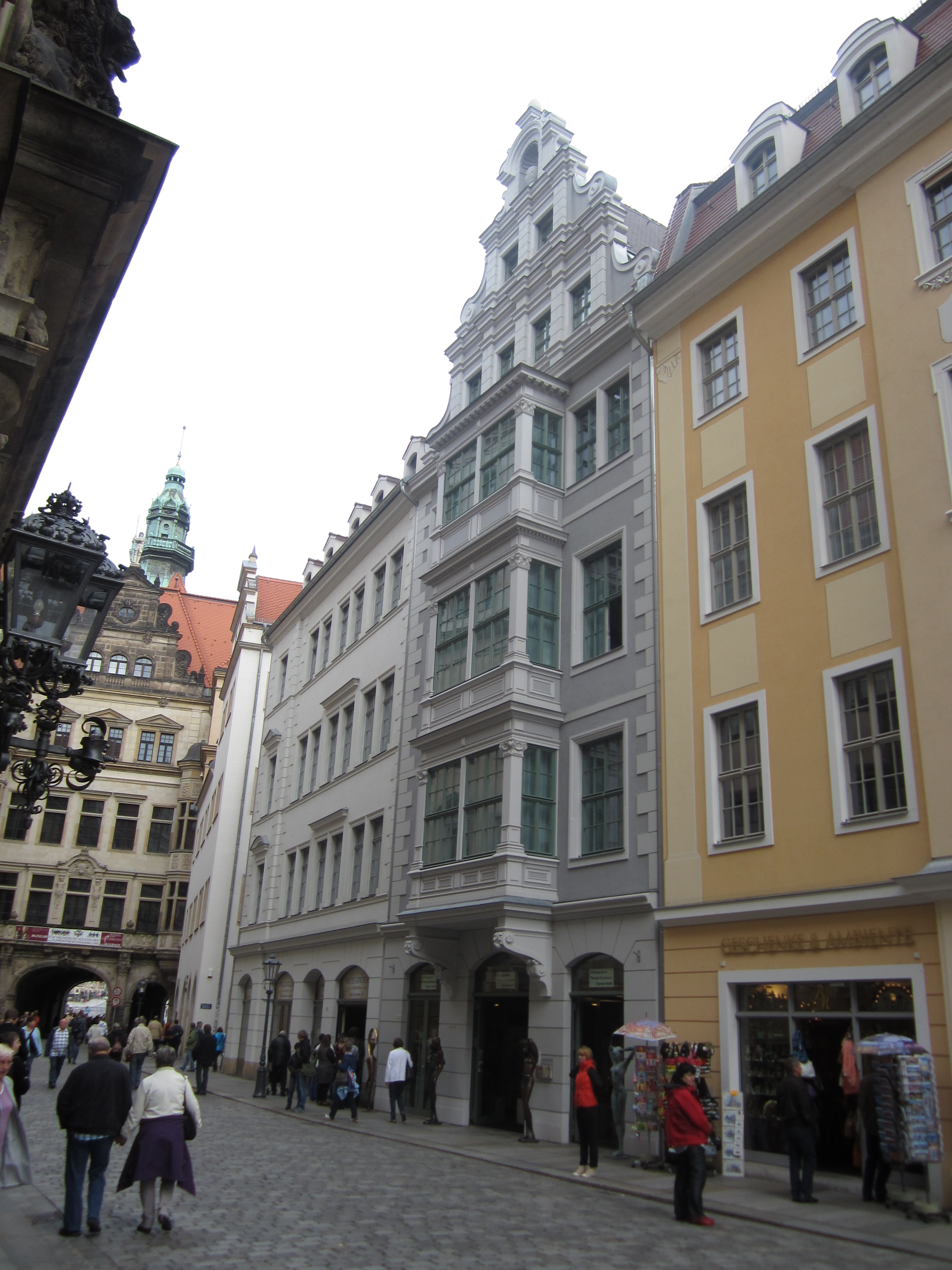
Zehmsches Haus, Seitenansicht

## Familie
Hans George von Zehmen stammte aus dem meißnisch-sächsischen Geschlecht der von Zehmen mit dem gleichnamigen Stammhaus Zehmen bei Leipzig. Sein Vater war Hans Bastian II. von Zehmen (1629–1702), Kurfürstlich-Sächsischer Geheimer Rat. Seine Mutter war Magdalene Schicke (1649–1685). Hans Georg, seine Schwester Johanne Marie und seine Mutter erkrankten 1685 an den Blattern, die beiden letzteren starben am 24./26. September desselben Jahres. Er hatte 8 Geschwister, Johanne Marie, Mölbis, Magdalene Sophie, Oelzschau, Eleonore Sophie und Elisabeth Christiane, beide begraben in Clodra, Johanne Marie, Weltewitz und Obernitzschta, Hans Bastian III. von Zehmen (1691–1763), Hof-, Justiz- und Appellations-Rat sowie Moritz Christoph von Zehmen (1693–1765), Kammerherr und Deputierter auf dem Landtag. Am 21. Juli 1692 heiratete er Anna Sophie von Miltitz (1673–1743). Sie war Kammerfräulein bei der verwitweten Kurfürstin und die Hochzeit wurde im Dresdner Schloss ausgerichtet. Insgesamt hatte er 16 Kinder, davon starben 8 sehr früh, das Erwachsenenalter erreichten Magdalene Catharine, Gotha, Caroline Sophie, Bautzen und Eleonore Elisabeth, Dresden. 1697 erwarb Hans George von Zehmen das Zehmsche Haus in Dresden und die Nachfahren derer von Zehmen lebten noch bis Ende des 18. Jahrhunderts in der Schloßstraße. Er kaufte 1708 das Rittergut Lauterbach von Joh. Gust. v. Kirchbach, wogegen er den ererbten Grundbesitz Silbitz 1713 verkaufte.